# Elecciones generales de Malaui de 2014
Las elecciones generales se celebraron en Malawi el 20 de mayo de 2014. Fueron las primeras elecciones tripartitas de Malawi, siendo la primera vez que el presidente, la Asamblea Nacional y los consejeros locales fueron elegidos el mismo día. La elección presidencial fue ganada por el candidato opositor Peter Mutharika del Partido Demócrata Progresista (DPP), quien derrotó a la presidenta en funciones Joyce Banda. Mutharika asumió el cargo de Presidente el 31 de mayo de 2014.

## Antecedentes
El IPC de Malaui aumentó a un 27,7% en 2013, pero su PIB creció solo un 5%. Malaui había mantenido un puntaje de 6 desde 2005, designándolo como una democracia. Las elecciones de 2009 fueron las cuartas elecciones multipartidistas en la historia del país después del final del período unipartidista de Hastings Banda en 1994.
Bingu wa Mutharika, que había ganado las elecciones de 2004, eligió a su Ministra de Relaciones Exteriores Joyce Banda como vicepresidenta después ganar las elecciones de 2009. Banda fue expulsada del Partido Demócrata Progresista (DPP) en el 2011, debido a su reticencia a aceptar a Peter Mutharika el hermano menor del presidente Bingu wa Mutharika como el sucesor a la presidencia y después formó el Partido Popular opositor al gobierno.
El presidente Mutharika murió de un ataque al corazón el 5 de abril de 2012, y Joyce Banda asumió la presidencia dos días después, de acuerdo con la constitución, a pesar de las protestas de algunos funcionarios del partido oficialista de que la expulsión de Banda del partido oficialista también le quitaba su cargo de vicepresidenta. El Partido Popular llegaba a las elecciones con una presidenta en funciones.

## Candidatos
La Comisión Electoral de Malaui permitió a doce candidatos participar en las elecciones.
| Candidatos       | Candidatos         | Partido                                      |
| Presidente       | Vicepresidente     | Partido                                      |
| ---------------- | ------------------ | -------------------------------------------- |
| Joyce Banda      | Sosten Gwengwe     | Partido Popular (PP)                         |
| Peter Mutharika  | Saulos Chilima     | Partido Demócrata Progresista (DPP)          |
| Lazarus Chakwera | Richard Msowoya    | Partido del Congreso de Malaui (MCP)         |
| Atupele Muluzi   | Godfrey Chapola    | Frente Democrático Unido (UDF)               |
| James Nyondo     | Ethel Changa       | Frente de Salvación Nacional (NASAF)         |
| Mark Katsonga    | Jacob Mbunge       | Movimiento del Partido Progresista (PPM)     |
| Davis Katsonga   | Godfrey Matenganya | Chipani cha Pfuko (CCP)                      |
| George Nnesa     | Sylvester Chabuka  | Alianza Tisinthe (TA)                        |
| Hellen Singh     | Chrissy Tembo      | Partido Unido de la Independencia (UIP)      |
| Kamuzu Chibambo  | White Scander      | Partido de la Transformación Popular (PETRA) |
| Friday Jumbe     | Joseph Kubwalo     | Partido Laborista (LP)                       |
| John Chisi       | William Tayub      | Partido Umodzi (UP)                          |

## Encuestas
La Comisión Electoral de Malaui advirtió que las empresas que realizan las encuestas de opinión en Malaui a menudo tienen credibilidad cuestionable y publican informes sesgados. Algunas encuestas de opinión han sido criticadas por falta de credibilidad y el uso de métodos no científicos.
| Encuestadora              | Fecha         | Muestra   | Joyce Banda | Peter Mutharika | Lazarus Chakwera | Atupele Muluzi | Ventaja |
| ------------------------- | ------------- | --------- | ----------- | --------------- | ---------------- | -------------- | ------- |
| Research Tech Consultants | Abril de 2014 | 3.883     | 42%         | 10%             | 23%              | 10%            | 19%     |
| Nyasa Times Media         | Abril de 2014 | 79.030    | 30%         | 19%             | 29%              | 22%            | 1%      |
| Afrobarometer             | Abril de 2014 | 2.400     | 14%         | 27%             | 21%              | 14%            | 8%      |
| Elecciones 2014           | 20-05-2014    | 5.228.583 | 20.20%      | 36.42%          | 27.84%           | 13.72%         | 8.58%   |

## Resultados
En medio de un colapso en los sistemas electrónicos que se usaban para transmitir los resultados a la sede central de Comisión Electoral de Malaui, Banda alegó fraude e intentó cancelar las elecciones después de que solo se hubiera contado un tercio de los votos, y Peter Mutharika, hermano del ganador de las elecciones de 2009, dijo que el conteo de votos estaba correcto. Banda dijo que otra votación debería celebrarse dentro de 90 días, y dijo que no seguiría, pero los partidos de oposición y la Sociedad de Derecho de Malaui se opusieron a esa decisión.
La acción judicial se produjo, pero la Comisión Electoral de Malaui dijo que se completaría el primer recuento y comenzó un segundo recuento. El resultado solo se anunciaría después del recuento, que se estima demorariá dos meses. El 30 de mayo de 2014, el Tribunal Superior dictaminó que cualquier recuento debe hacerse dentro de ocho días después de la votación; como el período permitido ya había terminado, el tribunal dictaminó que la comisión electoral debería anunciar los resultados. En consecuencia, la comisión electoral declaró más tarde ese día que Mutharika había ganado las elecciones presidenciales con el 36,4% de los votos. Otro candidato de la oposición, Lázaro Chakwera del Partido del Congreso de Malaui (MCP), recibió el 27.8%, mientras que Banda quedó en tercer lugar con el 20.2%. El jefe de la comisión, Maxon Mbendera, dijo que el estado de derecho nos obliga a publicar los resultados, aunque reconoció que algunos de los miembros de la comisión tenían reservas sobre los datos electorales. Banda rápidamente aceptó el resultado, aunque continuó describiendo la votación como fraudulenta.

### Presidente
| Candidato                          | Partido                                      | Votos     | %    |
| ---------------------------------- | -------------------------------------------- | --------- | ---- |
| Peter Mutharika                    | Partido Demócrata Progresista (DPP)          | 1,904,399 | 36.4 |
| Lazarus Chakwera                   | Partido del Congreso de Malaui (MCP)         | 1,455,880 | 27.8 |
| Joyce Banda                        | Partido Popular (PP)                         | 1,056,236 | 20.2 |
| Atupele Muluzi                     | Frente Democrático Unido (UDF)               | 717,224   | 13.7 |
| Kamuzu Chibambo                    | Partido de la Transformación Popular (PETRA) | 19,360    | 0.4  |
| Mark Katsonga                      | Movimiento del Partido Progresista (PPM)     | 15,830    | 0.3  |
| John Chisi                         | Partido Umodzi (UP)                          | 12,048    | 0.2  |
| George Nnesa                       | Alianza Tisinthe (TA)                        | 11,042    | 0.2  |
| James Nyondo                       | Frente de Salvación Nacional (NASAF)         | 10,623    | 0.2  |
| Hellen Singh                       | Partido Unido de la Independencia (UIP)      | 9,668     | 0.2  |
| Friday Jumbe                       | Partido Laborista (LP)                       | 8,819     | 0.2  |
| Davis Katsonga                     | Chipani cha Pfuko                            | 7,454     | 0.1  |
| Votos nulos/en blanco              | Votos nulos/en blanco                        | 56,695    | –    |
| Total                              | Total                                        | 5,285,278 | 100  |
| Votantes registrados/participación | Votantes registrados/participación           | 7,470,806 | 70.7 |
| Fuente: MEC                        |                                              |           |      |

### Asamblea Nacional
| Partido                                      | Votos     | %     | Escaños | +/–   |
| -------------------------------------------- | --------- | ----- | ------- | ----- |
| Partido Demócrata Progresista (DPP)          | 1,133,402 | 21.98 | 51      | −63   |
| Partido Popular (PP)                         | 935,994   | 18.15 | 26      | Nuevo |
| Partido del Congreso de Malaui (MCP)         | 895,659   | 17.37 | 48      | +22   |
| Frente Democrático Unido (UDF)               | 496,765   | 9.63  | 14      | −3    |
| Movimiento del Partido Progresista (PPM)     | 33,817    | 0.66  | 0       | 0     |
| Alianza por la Democracia (AFORD)            | 31,907    | 0.62  | 1       | 0     |
| Partido Unido de la Independencia (UIP)      | 24,132    | 0.47  | 0       | Nuevo |
| Frente de Salvación Nacional (NASAF)         | 19,616    | 0.38  | 0       | Nuevo |
| Partido del Congreso Nthanda                 | 16,497    | 0.32  | 0       | Nuevo |
| Coalición del Nuevo Arcoíris                 | 14,091    | 0.27  | 0       | 0     |
| Chipani cha Pfuko                            | 10,545    | 0.20  | 1       | Nuevo |
| Nuevo Partido Laborista                      | 4,473     | 0.09  | 0       | Nuevo |
| Partido Umodzi (UP)                          | 3,145     | 0.06  | 0       | Nuevo |
| Foro de Malawi para Unidad y Desarrollo      | 2,814     | 0.05  | 0       | −1    |
| Partido de la Transformación Popular (PETRA) | 2,746     | 0.05  | 0       | 0     |
| Partido Popular de Maravi                    | 733       | 0.01  | 0       | −1    |
| Movimiento Popular Democrático               | 471       | 0.01  | 0       | Nuevo |
| Independientes                               | 1,530,485 | 29.68 | 52      | +20   |
| Votos nulos/en blanco                        | 74,889    | –     | –       | –     |
| Total                                        | 5,232,181 | 100   | 193     | –     |
| Votantes registrados/participación           | 7,448,247 | 70.25 | –       | –     |
| Fuente: MEC, MEC                             |           |       |         |       |

### Gobiernos locales
| Partido                              | Votos      | %     | Escaños |
| ------------------------------------ | ---------- | ----- | ------- |
| Partido Demócrata Progresista (DPP)  |            |       | 165     |
| Partido del Congreso de Malaui (MCP) |            |       | 131     |
| Partido Popular (PP)                 |            |       | 65      |
| Frente Democrático Unido (UDF)       |            |       | 57      |
| Chipani cha Pfuko                    |            |       | 2       |
| Alianza por la Democracia (AFORD)    |            |       | 1       |
| Frente de Salvación Nacional (NASAF) |            |       | 1       |
| Independents                         |            |       | 35      |
| By-elections pending                 | –          | –     | 5       |
| Votos nulos/en blanco                | 121,170    | –     | –       |
| Total                                | 5,153, 993 | 100   | 457     |
| Votantes registrados/participación   | 7,470,637  | 68.99 | –       |
| Fuente: Nyasa Times, Shanghai Daily  |            |       |         |

## Consecuencias
Mutharika tomó juramento como presidente en la mañana del 31 de mayo de 2014. Banda felicitó a Mutharika y pidió unidad nacional, instando a la gente a apoyar al nuevo presidente y deseándole éxito. El 2 de junio de 2014 se celebró en Blantyre la ceremonia de toma de posesión de Mutharika. Banda no estuvo presente en la ceremonia, celebrada en el estadio Kamuzu, y su ausencia fue vista por algunos como un desaire, dada la historia de amarga rivalidad entre los dos. Mutharika dijo que estaba ofreciendo una rama de olivo y quería enterrar el pasado, expresando pesar por la ausencia de Banda. Dijo que no estaba interesado en la venganza, aunque agregó que aquellos que hayan violado la ley enfrentarán el camino completo de la justicia.